# Jens Christian Christensen

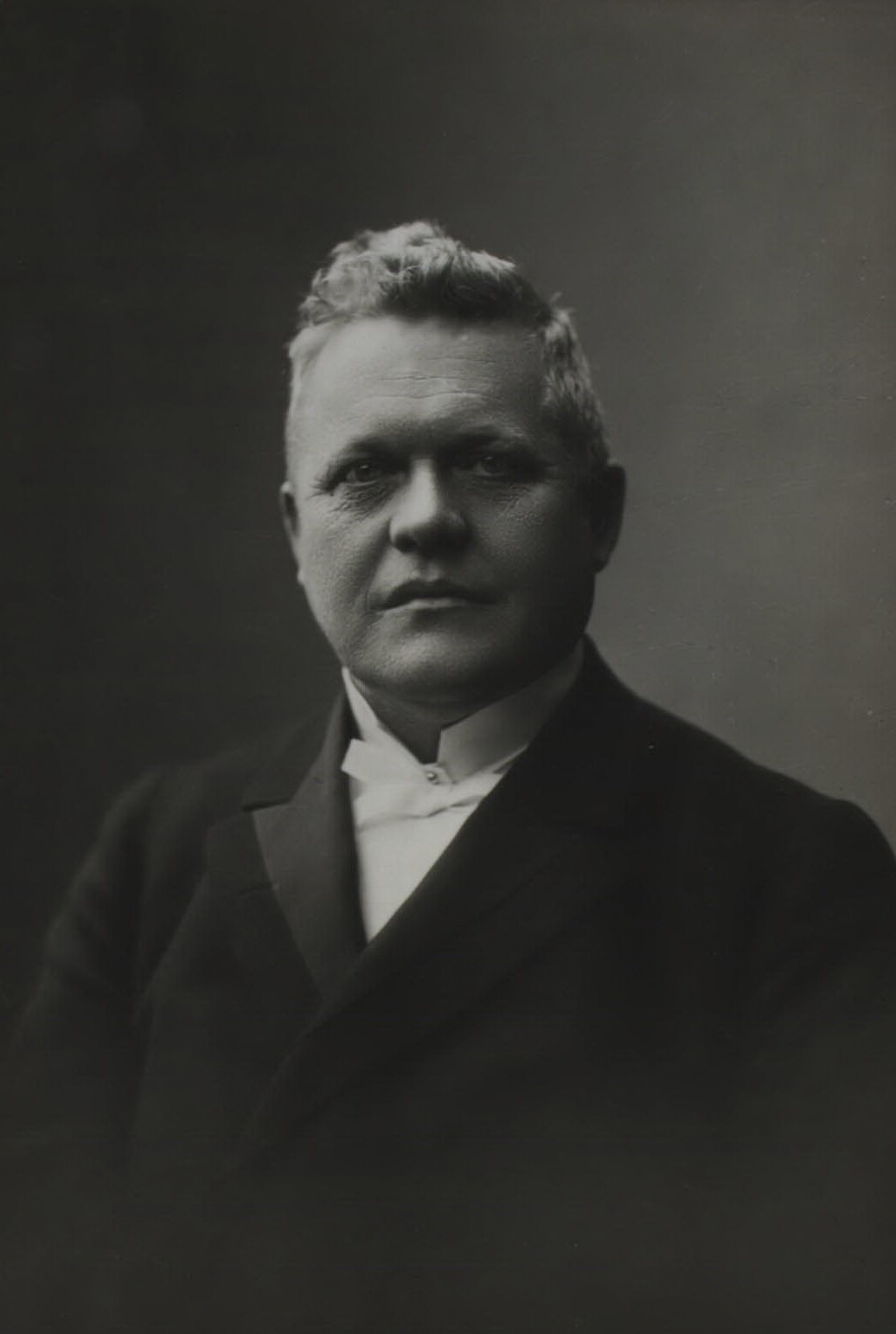
Jens Christian Christensen

Jens Christian Christensen (* 21. November 1856 in Påbøl, Westjütland; † 19. Dezember 1930 in Hee bei Ringkøbing) war ein dänischer liberaler Politiker und Ministerpräsident.

## Familie und berufliche Laufbahn
Der Sohn eines Kleinbauern musste bereits in seiner Kindheit als Viehhüter zum Lebensunterhalt der Familie beitragen. Später gelang ihm die Absolvierung eines Lehramtsstudiums. Nach dessen Abschluss 1877 war er für einige Jahre als Lehrer tätig.

## Abgeordneter und Parteivorsitzender
Bereits in jungen Jahren war er politisch aktiv und gehörte zunächst der liberalen Partei Venstre an. 1890 wurde er erstmals zum Abgeordneten des Parlaments Folketing gewählt, in dem er bis 1924 den Wahlkreis Ringkøbing vertrat. Als solcher bemühte er sich in seinen beiden letzten Lebensjahre insbesondere um die Kultivierung der Moore von Jütland.
Nach dem Tod von Christen Berg wählte dessen reformorientierte Parlamentsgruppe Christensen am 28. November 1891 zu ihrem Vorsitzenden. 1895 gründete er als Abspaltung von Venstre die Venstrereformparti, deren Vorsitzender er wurde. In dieser Funktion war er in den folgenden Jahren der maßgebliche Anführer der Opposition gegen die rechtsgerichteten Regierungen.

## Aufstieg zum Premierminister
Nach dem Erfolg von Venstre und den ihr nahestehenden Parteien bei der Wahl 1901, wurde er von Ministerpräsident Johan Henrik Deuntzer am 24. Juli 1901 zum Kultusminister berufen. Dieses Amt übte er bis zum Ende von Deuntzers Amtszeit am 14. Januar 1905 aus. Christensen war an der Einführung des landesweiten Dorfschulsystems beteiligt.
Am 14. Januar 1905 wurde er von König Christian IX. zum Regierungschef (Konseilspræsident) ernannt. Während seiner bis zum 11. Oktober 1908 dauernden Amtszeit übernahm er zusätzlich das Amt des Verteidigungsministers. Während seiner Regierung wurde unter anderem das Frauenwahlrecht auf Gemeindeebene eingeführt. Daneben bemühte er sich auch um die Lösung verteidigungspolitischer Probleme. Parteipolitisch bemühte er sich um eine Wiedervereinigung von Venstre, wobei er eine Eingliederung der linksliberalen Abspaltung Det Radikale Venstre um Carl Theodor Zahle vermied.
Nachdem er am 11. Oktober 1908 wegen eines Korruptionsskandals um seinen Justizminister Peter Adler Alberti, dem die Veruntreuung von 18 Millionen Kronen vorgeworfen wurde und dafür später zu einer mehrjährigen Haftstrafe verurteilt wurde, zurücktreten musste, wurde sein bisheriger Finanzminister Niels Neergaard von Friedrich VIII. am 12. Oktober 1908 zum Regierungschef ernannt. Der skandalbedingte Rücktritt führte in den folgenden Jahren zu einer Schwächung von Christensens politischer Rolle.

## Parlamentspräsident und Minister
Erst am 15. März 1912 erreichte er wieder eine politische Spitzenposition, als ihn das Folketing zu seinem Präsidenten wählte. Dieses Amt übte er bis zum 13. Juni 1913 aus.
Am 30. September 1916 berief ihn Ministerpräsident Zahle zum Minister ohne Geschäftsbereich in sein Kabinett. Dieses Amt übte er bis zum 18. Januar 1918 aus. Zuletzt war Christensen vom 5. Mai 1920 bis zum 15. August 1922 Minister für kirchliche Angelegenheiten im zweiten Kabinett Neergaard.

## Auszeichnungen
- 1902: Ritterkreuz des Dannebrogordens
- 1903: Dannebrogmann
- 1904: Komtur zweiter Klasse des Dannebrogordens
- 1905:  Komtur erster Klasse des Dannebrogordens
- 1905: Großkreuz des Dannebrogordens
- 1920: Großkreuz des Dannebrogordens in Diamant[1]